# Keine Ruh für Vater Bär
Keine Ruh für Vater Bär (englischer Originaltitel Peace at Last) ist ein Bilderbuch der britischen Kinderbuchautorin und Illustratorin Jill Murphy, das 1980 beim Verlag Macmillan Publishers veröffentlicht wurde. Die deutsche Erstausgabe in einer Übersetzung von Ingrid Weixelbaumer erschien 1981 beim Annette Betz Verlag.

## Inhalt
Die ganze Familie Bär ist müde und geht zu Bett. Doch Vater Bär kann nicht einschlafen, da Mutter Bär schnarcht. Er zieht daraufhin ins Zimmer von Baby Bär, aber der Kleine ist noch munter und ahmt ein Flugzeug nach, sodass Vater Bär dort auch keine Ruhe findet. Er wechselt ins Wohnzimmer, doch die Kuckucksuhr lässt ihn erneut nicht einschlafen. In der Küche tropft der Wasserhahn und der Kühlschrank brummt. Im Garten sorgen Eule, Igel und zwei Katzen für neuerlichen Lärm. Im Auto ist es zwar kalt, aber immerhin ruhig, doch da geht bereits die Sonne auf und die Vögel beginnen mit ihrem morgendlichen Konzert. Zurück im Elternschlafzimmer hat Mutter Bär mittlerweile mit dem Schnarchen aufgehört und Vater Bär schläft endlich ein. Allerdings dauert es nicht lange und der Wecker läutet. Mutter Bär und Baby Bär ahnen nichts von Vater Bärs nächtlichen Qualen.

## Rezeption
Kate Agnew schreibt in ihrer Buchrezension: „Auf den ersten Seiten sorgt der umgangssprachlich gehaltene Text aus meist kurzen Wörtern für ein behagliches Gefühl von Vertrautheit und stimmt auf den Rest der Geschichte ein. Mit jedem Umblättern entwickelt sich die Geschichte auf vorhersagbare Weise weiter […] Die Illustrationen zeigen fröhliche Familienszenen, schöne Vorhänge an den Fenstern, ein Lätzchen überm Kinderstuhl. Auch der jüngste Leser hat Verständnis für Vater Bärs missliche Lage, als er erschöpft nach oben wankt.“ Vom Text weniger angetan, dafür von den Illustrationen sehr begeistert zeigt sich Kristi L. Thomas im School Library Journal: „Der plumpe, schwerfällige Text enthält genug Wiederholungen, um ihn zu einem Kandidaten für eine Erzählstunde zu machen, aber er wird das Interesse nicht bis zum Ende aufrechterhalten. Das Thema ist den meisten Vorschulkindern unbekannt (nur wenige leiden an Schlaflosigkeit), das Format ist zu kindlich für Leseanfänger und der Text ist irritierenderweise mit UNNÖTIGER Großschreibung überhäuft. ABER die Illustrationen sind wunderschön. Sorgfältig gezeichnete Schwarz-Weiß-Seiten, die den Text enthalten, wechseln sich mit farbenfrohen Szenen ab, die von inneren Lichtern erhellt werden: die behagliche Nähe des Lampenlichts, das Mondlicht und sein verwaschener Schatten.“

## Referenzen
Keine Ruhe für Vater Bär ist in dem literarischen³³ Nachschlagewerk 1001 Kinder- und Jugendbücher – Lies uns, bevor Du erwachsen bist! für die Altersstufe 3+ Jahre enthalten.

## Ausgaben
- Peace at Last. Macmillan, UK 1980 (englisch, librarything.com).
- Keine Ruh für Vater Bär. Betz, Wien; München 1981, ISBN 978-3-7641-0189-3.